# Manbij (nahija)
Nahija Manbij (ar. ناحية منبج‎) je nahija u okrugu Manbij, u sirijskoj pokrajini Alep. Površina nahije je 1.219,88 km2. Po popisu iz 2004. (prije rata), nahija je imala 204.766 stanovnika. Administrativno sjedište je u naselju Manbij.
Godine 2009., nahija Abu Kahf je oformljena izdvajanjem iz ove nahije.